# Impressive (ソフトウェア)
Impressive は、プレゼンテーションスライドを3D効果付きで表示するオープンソースソフトウェアである。軽量で使いやすいコマンドラインベースのプレゼンテーションツールであり、PDF文書や画像ファイルの表示に特化している。2005年にMartin Fiedlerによって開発が始められた。

## 機能
Impressiveは、PDFファイル、LaTeXスライド、JPEG・PNG・TIFF・BMP形式の画像などをスライドショーとして表示できるソフトウェアである。3Dトランジション、スライド全体のサムネイル表示、スポットライトやハイライトボックスによる注目領域の強調などの視覚効果を備えている。
また、外部ソフトで作成したスライドの表示、タイマー機能、マルチモニター対応、キーボード・マウス・デジタルペンによる柔軟な操作設定が可能である。
低スペックなコンピュータやRaspberry Piなどでも動作し、JPG形式のフォトアルバムやオープンフォーマットで書かれたドキュメントの表示にも利用できる。

## 技術情報
ImpressiveはPythonで記述されており、PyGameを用いたウィンドウ表示を採用している。Xpdf、MuPDF、GhostscriptによりPDFスライドを描画し、OpenGLを使用してグラフィック効果のハードウェアアクセラレーションを実現している。

## ライセンス
ImpressiveはGNU GPL v2のもとで配布されているフリーソフトウェアである。